# ザンビア・ポンド
ザンビア・ポンド（英語: Zambian pound）は、1964年から1968年まで使用されていた、ザンビアの通貨単位。
1964の年ザンビア共和国の独立に伴い、ローデシア・ニヤサランド・ポンドと等価としてザンビア・ポンドが導入された。1968年に、1ポンド=2クワチャとしてザンビア・クワチャに置換えられた。